# مظفر تما
مظفر تما (ترکی استانبولی: Muzaffer Tema; ۱۵ ژوئن ۱۹۱۹ – ۴ اکتبر ۲۰۱۱) هنرپیشه اهل ترکیه بود. او در سال ۱۹۴۹ برای اولین بار به عنوان بازیگر در یک فیلم حضور پیدا کرد.